# サンミー

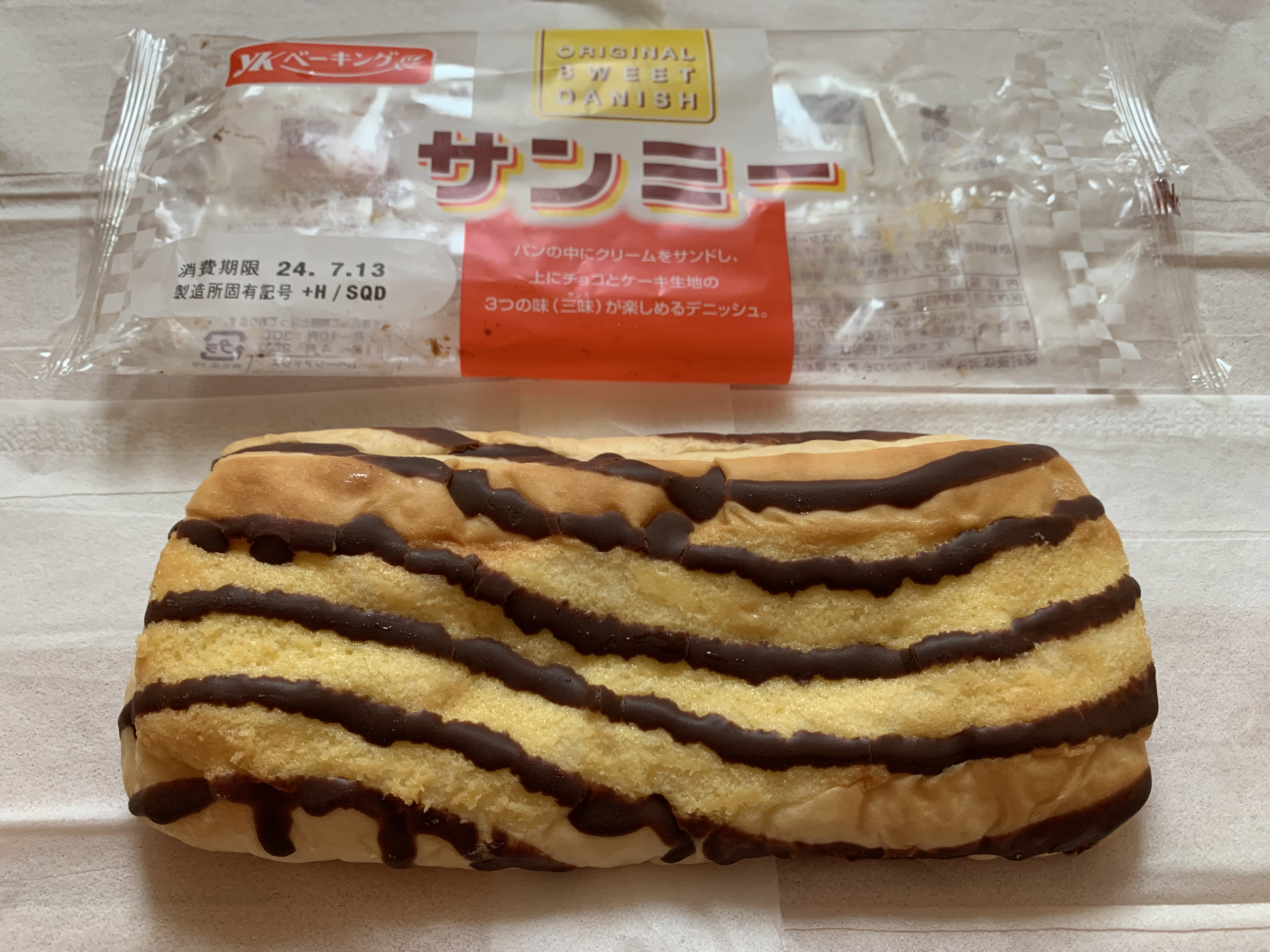
サンミー

サンミーは、YKベーキングカンパニーが製造している菓子パン。関西で知名度があり、大阪のソウルパンや関西のソウルパンとも称されている。

## 概要
1971年（昭和46年）に誕生した菓子パンで、デニッシュパンを元に考え出された。商品名は、クリームとケーキ生地とチョコレートを一度に味わえることを示す「三味」（さんみ）にちなむ。
デニッシュ生地にクリームを包み、ケーキ生地をトッピングして焼き上げた菓子パンで、表面にチョコレートで線描きがされている。
姉妹品として、季節限定で様々な素材を使って4つ目の味を加えたヨンミーがある。
神戸屋の包装パン事業譲渡に伴い、2023年2月1日付で製造元がYKベーキングカンパニーへ変更された。
主な販売圏は関西になるが、岡山や鳥取など関西圏に近い地域でも販売されている。

## メディア
- 秋本治の漫画『こちら葛飾区亀有公園前派出所』の単行本第196巻第17話「愛しのサンミー」は、サンミーが題材となっている[6]。